# 田中亘 (写真家)
田中 亘（たなか わたる、1982年 - ）は、日本の写真家。埼玉県出身。フリーで活動中。

## 略歴
2009年、栗山秀作に師事。2011年に独立。主に韓国アーティストを撮影。
　　　　  他に雑誌、写真集、広告を中心に活動中。

## 作品
- ジェジュン　　写真集「SunnyDays」(2020/5、JB's)
- MAMAMOO　　雑誌撮り下ろし (2019/8、ぴあ)
- 公園少女　　　雑誌撮り下ろし (2019/5、ぴあ)
- FTISLAND　　雑誌撮り下ろし (2019/8、ぴあ)
- SF9　　　　雑誌撮り下ろし (2019/2、ぴあ)
- VIXX　　　　雑誌撮り下ろし (2019/2、ぴあ)
- ホ・ヨンセン　 雑誌撮り下ろし (2019/7、ぴあ)
- JBJ95　　　雑誌撮り下ろし (2019/9、ぴあ)
- ATEEZ　　　雑誌撮り下ろし (2019/10、ぴあ)
- SUPERNOVA     　   雑誌撮り下ろし (2020/2、ぴあ)

- 井上麻里奈 「MariIro」（2013/5/28、学研パブリッシング）
- ダブルブッキング　「自己満足。」（2016/6/10、ザメディアジョン）